# Leoš Mareš
Leoš Mareš (ur. 27 kwietnia 1976 w Berounie) – czeski muzyk oraz prezenter radiowy i telewizyjny.

## Życiorys

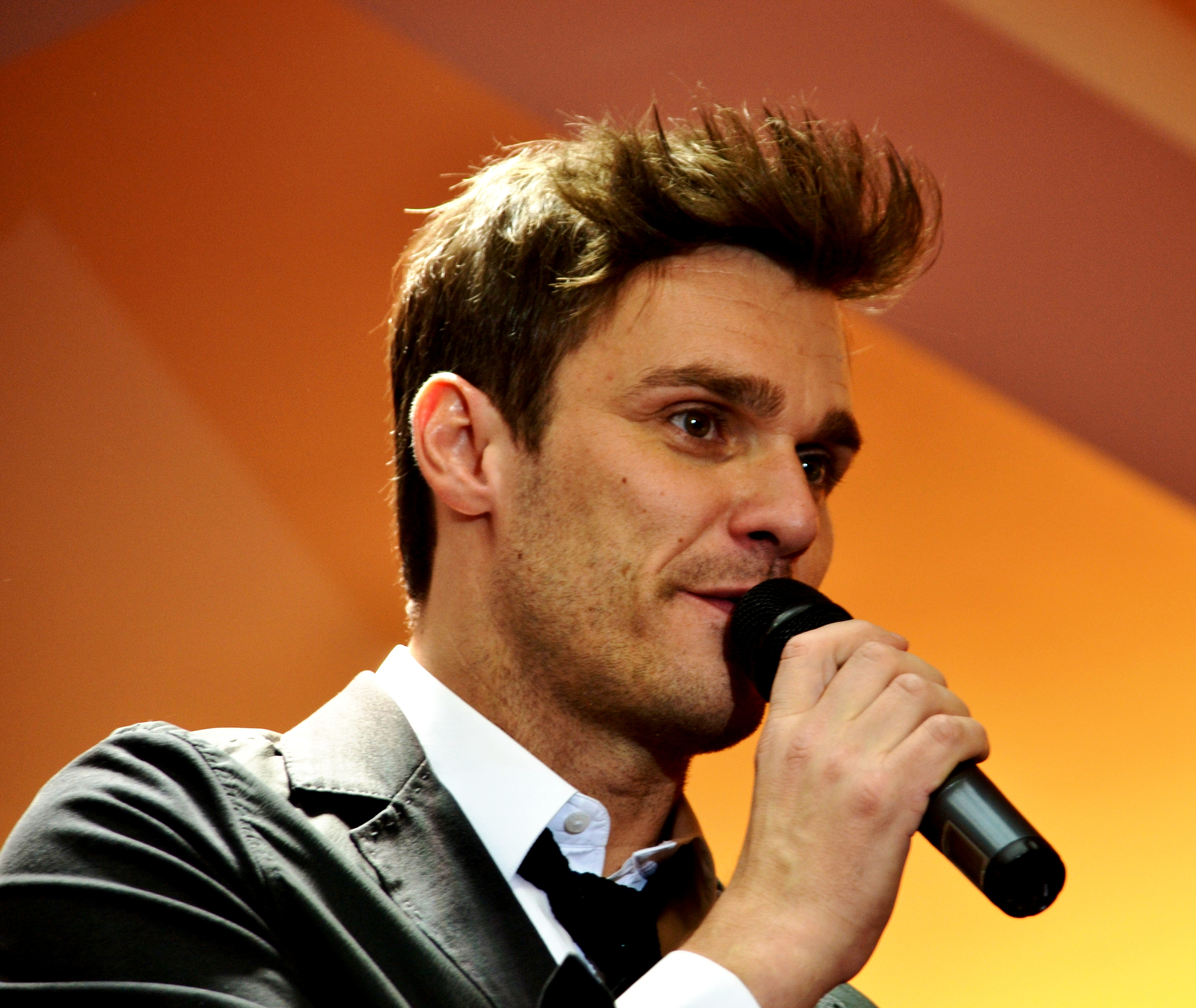
Leoš Mareš (październik 2013)

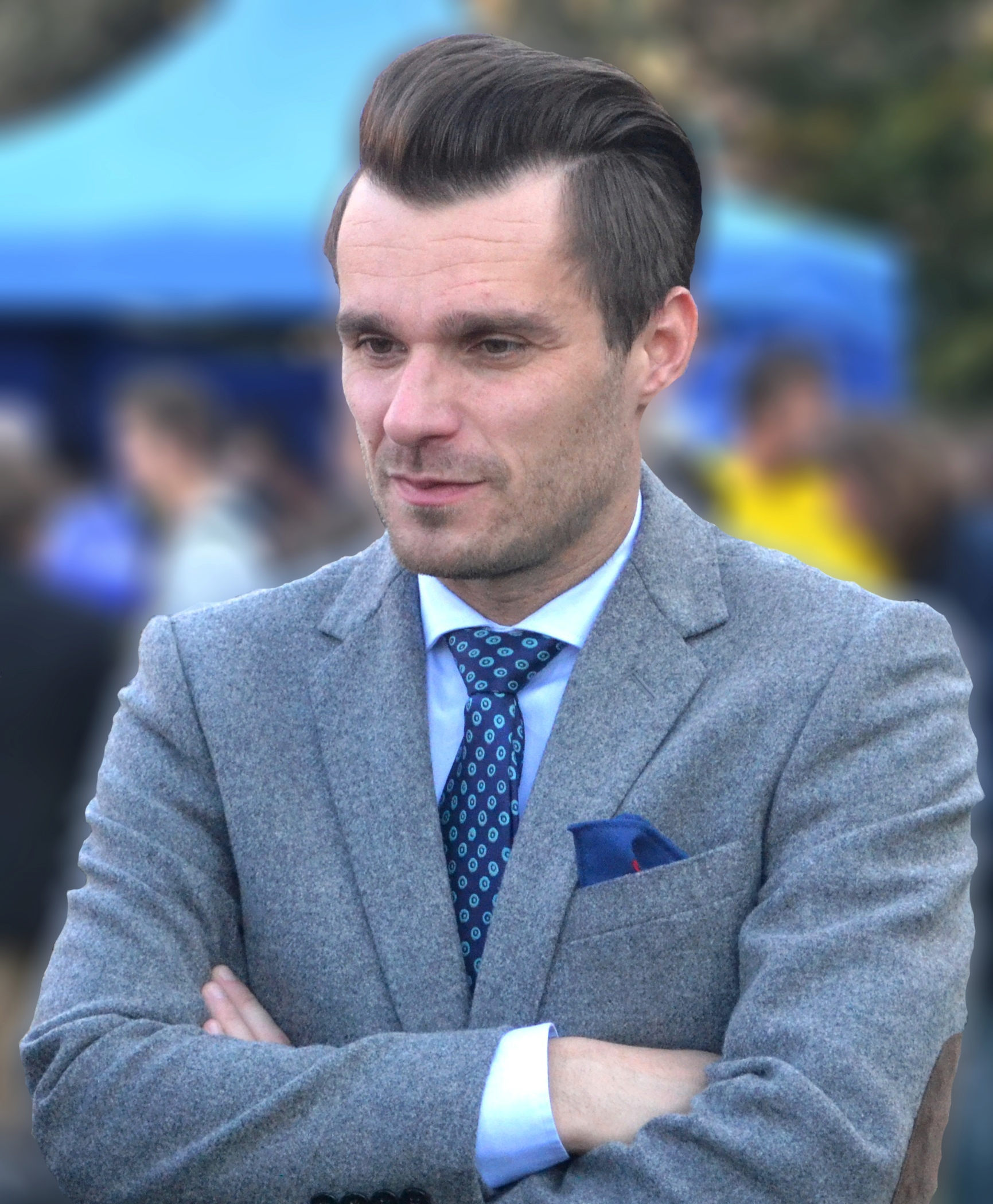
Leoš Mareš (2014)

W 1994 zadebiutował występując jako didżej w lokalnych klubach muzycznych, zaś we wrześniu tego samego roku rozpoczął edukację w Szkole Ekonomicznej w Chebie. Prowadził nocną, sześciogodzinną audycję w tamtejszej rozgłośni radiowej Egrensis. Po ukończeniu Szkoły Ekonomicznej w 1997 przeszedł do stacji Evropa 2, w której prowadził program PEPSI TOP 20, a następnie Ranni Show, którego współprowadzącym został Patrik Hezucký.
11 listopada 2001, nakładem wytwórni płytowej Universal Music, Leoš Mareš wydał debiutancki album studyjny, utrzymany w stylistyce rap, zatytułowany Tři slova. W tym samym roku otrzymał nagrodę Český slavík 2001 w kategoriach Objev roku i Skokan roku. Prezenter rozpoczął także współpracę ze stacją telewizyjną TV Nova, gdzie prowadził listę przebojów ESO oraz show telewizyjne Česko Superstar, Big Brother, X Factor i galę Český Slavík. W 2004 wystąpił w komedii Jak básníci neztrácejí naději.
W październiku 2012 Leoš Mareš, Patrik Hezucký oraz Lucie Šilhánová otrzymali nominację do nagrody Moderátor roku 2012. W wyniku głosowania SMS-owego oraz internautów, prezenterzy zajęli pierwsze miejsce i w listopadzie tego samego roku odebrali nagrodę na gali zorganizowanej przez Český rozhlas. W grudniu natomiast Mareš tymczasowo zakończył współpracę z telewizją Nova. W maju 2013 rozpoczął pracę w stacji Prima, w której zadebiutował jako juror w czwartej serii telewizyjnego show Česko Slovensko má talent. W stacji tej prowadził również autorski program IQ, który jednak został zdjęty z anteny z powodu niskiej oglądalności. W marcu 2014 wznowił współpracę z telewizją Nova, gdzie wraz ze słowacką piosenkarką Tiną został gospodarzem drugiej edycji show Hlas Česko Slovenska.
W 2015 wziął udział w programie rozrywkowym StarDance …když hvězdy tančí, w którym dotarł do 8. odcinka. Jego partnerką taneczną była Katarina Štumpfová. W tym samym roku został zaangażowany do serialu telewizyjnego pt. Kancelár Blaník. Rok później wcielił się w postać lekarza w filmie Jak básníci cekají na zázrak. W 2017 wystąpił w produkcjach Wszystko albo nic, odgrywając rolę psychiatry Eda, oraz Muzykanci w kreacji policjanta. W następnym roku, wraz z Karelem Gottem, nagrał utwór zatytułowany „Být stále mlád”, do którego ukazał się teledysk, który wyreżyserował Marek Jarkovský.

## Filmografia
| Obsada aktorska |                               |                |                      |
| Rok             | Tytuł                         | Rola           | Dodatkowe informacje |
| 2004            | Jak básníci neztrácejí naději | Rebel          |                      |
| 2015            | Kancelár Blaník               | On sam         | Selfícko s Gerem     |
| 2016            | Jak básníci cekají na zázrak  | lekarz         |                      |
| 2017            | Wszystko albo nic             | psychiatra Eda |                      |
| 2017            | Muzykanci                     | policjant      |                      |

## Życie prywatne
Jego pierwszą żoną była Monika Mareš, z którą ma synów Jakuba i Matěja. Para rozwiodła się 25 maja 2017. W 2018 drugą żoną prezentera została Monika Koblížková.

## Kultura masowa
Prezenterowi została poświęcona jedna z postaci w grze komputerowej Call of Duty: Modern Warfare 3.

## Nagrody i nominacje
| Rok  | Konkurs           | Kategoria                                              | Rezultat |
| ---- | ----------------- | ------------------------------------------------------ | -------- |
| 2001 | Český slavík 2001 | Objev roku                                             | Nagroda  |
| 2001 | Český slavík 2001 | Skokan roku                                            | Nagroda  |
| 2012 | Moderátor roku    | Moderátor roku (oraz Patrik Hezucký i Lucie Šilhánová) | Nagroda  |